# Israel Horovitz
Israel Horovitz (Wakefield, 31 marzo 1939 – New York, 9 novembre 2020) è stato un drammaturgo e sceneggiatore statunitense.

## Biografia
Israel Horovitz nacque a Wakefield (Massachusetts) da genitori ebrei.
All'età di 13 anni scrisse il suo primo romanzo che, pur rifiutato da Simon & Schuster, venne lodato per le sue «meravigliose qualità infantili».
All'età di 17 anni, scrisse la sua prima opera teatrale, The Comeback, che fu rappresentata nella vicina Università di Suffolk.
Dopo aver frequentato alla fine degli anni cinquanta il Salem Teachers College, nel 1962 si trasferì a Londra per una borsa di studio presso la Royal Academy of Dramatic Art (RADA) e nella stagione 1964-65 venne assunto con la qualifica di drammaturgo residente presso il Royal Shakespeare Theatre e l'Aldwych Theatre di Londra.
Ritornato negli Stati Uniti, il successo arrivò con The Indian Wants the Bronx, presentato nel 1966 allo Eugene O'Neill Theater Center di Waterford (Connecticut), protagonisti Al Pacino e John Cazale, non ancora conosciuti.
The Indian Wants the Bronx venne poi rappresentata il 17 gennaio 1968, insieme a It's Called the Sugar Plum (con Marsha Mason, poi ripresa con Jill Clayburgh), Off-Broadway all'Astor Place Theatre, con la regia di James Hammerstein, per 177 repliche, e fu premiato con l'Obie Award 1968 per la migliore opera teatrale, migliore attore (Al Pacino) e migliore attore non protagonista (John Cazale).
I due testi furono presentati per la prima volta fuori dagli Stati Uniti al Festival dei Due Mondi di Spoleto 1968 e, sempre a Spoleto, Chiaroscuro (Morning) in prima mondiale.
Dopo il successo del debutto, di cui Jerry Tallmer del New York Post scrisse «Benvenuto, signor Horovitz!», Random House pubblicò First Season (1968), una raccolta di quattro suoi testi teatrali.

### Attività teatrale
Horovitz scrisse più di 70 opere teatrali, molte delle quali tradotte e rappresentate in più di 30 lingue.
Tra le sue opere più famose: Line (rappresentata per la prima volta nel 1967 Off-Off-Broadway al Cafè La MaMa, ripresa nel 1974 al 13th Street Repertory Theatre e sino al 2018, per 43 anni ininterrotti di repliche), The Primary English Class (con Diane Keaton, 1976), The Widow's Blind Date (1983), Park Your Car in Harvard Yard (con Jason Robards e Judith Ivey, 1991), What Strong Fences Make (2009).
A seguito del successo, l'attività di Horovitz si svolse tra gli Stati Uniti e la Francia, dove spesso diresse produzioni in lingua francese delle sue opere.
Nel 2012, Horovitz venne decorato dal governo francese con il titolo di Commendatore dell'Ordine delle arti e delle lettere.
Nel 1975, fondò il New York Playwrights Lab, ricoprendo il ruolo di direttore artistico, con lo scopo di stimolare ed incoraggiare importanti e riconosciuti autori americani a scrivere per il teatro.
Nel 1979, Horovitz fu tra i fondatori della Gloucester Stage Company a Gloucester (Massachusetts), nella quale svolse il ruolo di direttore artistico sino al 2006.
Horovitz fu tra i pochi non attori membri dell'Actors Studio di Lee Strasberg.
Per il suo 70º compleanno, il Barefoot Theatre Company di New York organizzò il "70/70 Horovitz Project" che consisteva nel rappresentare 70 sue opere nei teatri di oltre venti paesi in tutto il mondo, tra il 31 marzo 2009 e il 31 marzo 2010, compresa l'Italia dove in settembre andò in scena a Spoleto Trilogia Horovitz.
Nel 2009 costituì, con il regista italiano Andrea Paciotto, la Compagnia Horovitz-Paciotto con sede a Spoleto; nel 2010 debuttò a Casertavecchia Horovitz Suite: sei atti unici riservati a 30 spettatori per ogni replica.

### Attività cinematografica
Dopo aver collaborato ai dialoghi de Gli intoccabili (1969), diretto da Giuliano Montaldo, la sua prima sceneggiatura fu Fragole e sangue (The Strawberry Statement) Premio della giuria al Festival di Cannes 1970, adattamento del romanzo del giornalista James Simon Kunen, che ha per tema le proteste studentesche degli anni sessanta.
Successivamente: la sceneggiatura del film Papà, sei una frana (Author! Author!), del 1982, protagonista Al Pacino, racconto in gran parte autobiografico di un drammaturgo alle prese con lo stress di vedere la sua opera in scena a Broadway mentre cerca di crescere una famiglia numerosa; Sunshine (1999), scritto con il regista István Szabó; James Dean (2001), film biografico per la televisione sulla vita dell'attore.
Infine, scrisse e diresse My Old Lady (2014), dall'omonima commedia del 1996, con Kevin Kline, Kristin Scott Thomas, Maggie Smith, Stéphane Freiss, Dominique Pinon.
Insegnò scrittura cinematografica presso la Columbia University School of the Arts di New York e presso la Scuola nazionale francese di cinema La Fémis di Parigi.

### Attività radiofonica
Horovitz scrisse alcuni radiodrammi per BBC Radio: The Chips are Down (1996), Fighting over Beverley (1997), Phone Tag (1998), Stations of the Cross (1998), Man in Snow (2000) Sony Radio Academy Award 2001, Speaking Well Of The Dead (2003), Free Gift (2004).

### Attività letteraria
Israel Horovitz pubblicò due romanzi: Cappella (Harper & Row, 1973) e Nobody Loves Me (Les Editions de Minuit, 1975); due raccolte di poesie: Spider Poems and Other Writings (Harper & Row, 1976) e Heaven and Others Poems (Three Rooms Press, 2014); un libro di memorie: Un New-Yorkais à Paris (Grasset, 2011).

## Vita privata
Israel Horovitz si sposò tre volte:
- con Elaine Abber (1959-1960), che gli diede una figlia, Julie;
- con Doris Keefe (1960-1972), pittrice di origine irlandese, che gli diede tre figli[1]:
  - Rachael (n. 1961), produttrice cinematografica (A proposito di Schmidt, L'arte di vincere)[30],
  - Matthew (n. 1964), produttore televisivo[31],
  - Adam (n. 1966), componente dei Beastie Boys con lo pseudonimo Ad-Rock;
- Gillian Adams, (dal 1981), maratoneta britannica, che gli diede i gemelli Hannah e Oliver (n. 1985)[2].

## Accuse di molestie sessuali
Il 30 novembre 2017, il New York Times pubblicò un articolo su nove donne che sostenevano che Horovitz le avesse aggredite o molestate sessualmente tra il 1986 e il 2016; alcune di esse all'epoca non avevano ancora l'età del consenso legale.
Di conseguenza, Horovitz lasciò la Gloucester Stage Company, la compagnia teatrale che aveva fondato nel 1979. Suo figlio Adam commentò: «Credo che le accuse contro mio padre siano vere e sostengo le donne che le hanno fatte».

## Riconoscimenti
- Obie Award
  - 1968 – Migliore opera teatrale per The Indian Wants the Bronx[7]
  - 1969 – per The Honest-to-God Schnozzola[34]
- Drama Desk Award
  - 1968 – Migliore drammaturgo emergente per The Indian Wants the Bronx
  - 1987 – candidatura Migliore opera teatrale per North Shore Fish
- American Academy of Arts and Letters
  - 1972 – Arts and Letters Awards in Literature
- Guggenheim Fellowship
  - 1977 – Guggenheim Fellowship for Creative Arts, US & Canada
- European Film Awards
  - 1999 – Migliore sceneggiatura per Sunshine